# Serres-Castet

Serres-Castet este o comună în departamentul Pyrénées-Atlantiques din sud-vestul Franței. În 2009 avea o populație de 3.597 de locuitori.

## Evoluția populației
| An        | 1975  | 1982  | 1990  | 1999  | 2006  | 2009  | 2017  |
| --------- | ----- | ----- | ----- | ----- | ----- | ----- | ----- |
| Populație | 1.226 | 2.196 | 2.430 | 3.040 | 3.461 | 3.597 | 4.199 |